# Hazel MacKaye
Hazel MacKaye (24. august, 1880, New York City, New York - 11. august 11, 1944, Westport, Connecticut) var en amerikansk teaterkvinde og kvinderetsforkæmper. Hun er bedst kendt for at hjælpe med at præsentere en række optog, der støttede kvinders valgret.